# Phaonia mimotenuiseta
Phaonia mimotenuiseta este o specie de muște din genul Phaonia, familia Muscidae, descrisă de Ma și Wu în anul 1989. Conform Catalogue of Life specia Phaonia mimotenuiseta nu are subspecii cunoscute.